# Hrvatske norme
Hrvatske norme (oznaka HRN) su dokumenti koji daju pravila, upute ili značajke za različite djelatnosti ili njihove rezultate i koje u skladu s načelima normizacije i po utvrđenim pravilima pripremaju tehnički odbori, a izdaje Državni zavod za normizaciju i mjeriteljstvo. Hrvatske se norme pripremaju prihvaćanjem međunarodnih i europskih norma i izdaju na hrvatskom jeziku ili se izdaje obavijest o prihvaćanju norma u izvornom obliku. Samo se iznimno izrađuje izvorna hrvatska norma. Hrvatske norme usklađene s međunarodnim i europskim normama preduvjet su uključivanja hrvatskog gospodarstva u svjetsku trgovinu. Prve su hrvatske norme izdane 1996., a do kraja 2010. bilo je ukupno 25 887 vrijedećih hrvatskih norma. Među najvažnije skupine norma spadaju osnovne norme, norme rječnici, norme za upravljanje kakvoćom i norme za upravljanje okolišem. Primjena je hrvatskih norma dragovoljna.

## Hrvatski zavod za norme
Hrvatska norma (HRN) je norma dostupna javnosti koju je prihvatio Hrvatski zavod za norme. U Hrvatskome zavodu za norme izrađuju se i objavljuju ove vrste dokumenata dostupnih javnosti:
- hrvatska norma, HRN
- hrvatska prednorma, HRS ENV
- hrvatska tehnička specifikacija, HRS
- hrvatski tehnički izvještaj, HRI
- amandman, A
- ispravak, Ispr.
- HZN upute, HRU

Naziv normativni dokument rodni je naziv koji obuhvaća dokumente kao što su norme, tehničke specifikacije, kodeks dobre prakse i propise. Dokumenti koje objavljuje HZN mogu biti izvorni hrvatski dokumenti i hrvatski dokumenti koji nastaju prihvaćanjem međunarodnih, europskih i dokumenata normirnih tijela drugih država.

### Vrste norma
- osnovna norma
- norma kojom se obuhvaća široko područje ili koja sadrži opće odredbe za koje posebno područje

NAPOMENA: Osnovna norma može se upotrebljavati kao norma za izravnu primjenu ili kao osnova za druge norme.
- terminološka norma
- norma koja utvrđuje nazive, obično praćene njihovim definicijama i, katkad, objašnjenjima, crtežima, primjerima itd.
- norma za ispitivanje
- norma koja se odnosi na metode ispitivanja, katkad dopunjena drugim odredbama koje se odnose na ispitivanja, kao što su uzorkovanje, uporaba statističkih metoda ili redoslijed ispitivanja
- norma za proizvod
- norma koja utvrđuje zahtjeve koje mora zadovoljiti koji proizvod ili skupina proizvoda da bi se osigurala njegova/njihova prikladnost

NAPOMENA 1: Norma za proizvod može osim zahtjeva za postizanje prikladnosti izravno ili upućivanjem na druge norme sadržavati odredbe o nazivlju, uzorkovanju, ispitivanju, pakiranju i označivanju te katkad zahtjeve za procese.
NAPOMENA 2: Norma za proizvod može biti potpuna ili nepotpuna, ovisno o tome utvrđuje li sve potrebne zahtjeve ili samo neke. U tome smislu mogu se razlikovati norme kao što su dimenzijske norme, norme o gradivima i tehničke norme za isporuku.
- norma za proces
- norma koja utvrđuje zahtjeve što ih mora ispuniti koji proces kako bi se osigurala njegova prikladnost
- norma za uslugu
- norma koja utvrđuje zahtjeve što ih mora ispuniti koja usluga kako bi se osigurala njezina prikladnost

NAPOMENA: Norme za usluge mogu se donijeti za područja kao što su praonice rublja, hotelijerstvo, prijevoz, održavanje vozila, telekomunikacije, osiguranje, bankarstvo, trgovina itd.
- norma za sučelje
- norma koja utvrđuje zahtjeve koji se odnose na spojivost proizvoda ili sustava u njihovim spojnim točkama
- norma o potrebnim podacima

### Primjeri
Hrvatske norme za sustave upravljanja
Hrvatska norma za označavanje cementa